# Ctenomys tulduco
Espèce
Statut de conservation UICN

 DD  : Données insuffisantes
Ctenomys tulduco est une espèce qui fait partie des rongeurs de la famille des Ctenomyidae. Comme les autres membres du genre Ctenomys, appelés localement des tuco-tucos, c'est un petit mammifère d'Amérique du Sud bâti pour creuser des terriers. Ce rongeur est endémique d'Argentine où il est considéré par l'UICN comme étant peut être menacé.
L'espèce a été décrite pour la première fois en 1921 par le zoologiste britannique Michael Rogers Oldfield Thomas (1858-1929).

## Distribution
Cette espèce est endémique de la Sierra Tontal dans la province de San Juan en Argentine.

## Publication originale
- Thomas, 1921 : On mammals from the province of San Juan, western Argentina. Annals and Magazine of Natural History, ser. 9, vol. 8, p. 214-221.